# Provincia de Salavan
Salavan (también llamada Saravane, ສາລະວັນ en lao) es una provincia de Laos, localizada al sur del país. Tiene una superficie de 10.691 km², que en términos de extensión es similar a la de Líbano.

## Divisiones administrativas
La provincia está compuesta por los siguientes distritos:
1. Khongxedone (14-06)
2. Lakhonepheng (14-04)
3. Lao Ngarm (14-07)
4. Salavan (14-01)
5. Samuoi (14-08)
6. Ta Oi (14-02)
7. Toomlarn (14-03)
8. Vapy (14-05)

- Datos: Q302656
- Multimedia: Salavan Province / Q302656